# Apona (Algae)
Apona, nom. rejic., nekadašnji rod crvenih algi iz porodice Lemaneaceae, dio reda Batrachospermales. Danas se vodi kao sinonim za Lemanea. Morska alga Apona polyceras, s tipskim je lokalitetom u Jadranskom moru kod Splita, danas jer uključena u rod Ceramium kao Ceramium polyceras (Kützing) Zanardini.)

## Sinonimi
- Apona australis (Sonder) Kuntze = Ceramium australe Sonder.
- Apona azorica (Meneghini) Kuntze =  Ceramium echionotum var. azoricum (Meneghini) Piccone.
- Apona barbata (Ardissone) Kuntze, taksonomski status ovog entiteta zahtijeva daljnje istraživanje.
- Apona californica (J.Agardh) Kuntze =  Ceramium californicum J.Agardh.
- Apona ciliata (Ellis) Kuntze , taksonomski status ovog entiteta zahtijeva daljnje istraživanje
- Apona cliftoniana (J.Agardh) Kuntze = Ceramium cliftonianum J.Agardh.
- Apona codicola (J.Agardh) Kuntze =  Ceramium codicola J.Agardh.
- Apona diaphana (Lightfoot) Kuntze taksonomski status ovog entiteta zahtijeva daljnje istraživanje
- Apona echionata (J.Agardh) Kuntze = Ceramium echionotum J.Agardh.
- Apona elegans (Roth) Kuntze taksonomski status ovog entiteta zahtijeva daljnje istraživanje
- Apona floridana (J.Agardh) Kuntze taksonomski status ovog entiteta zahtijeva daljnje istraživanje
- Apona hooperi (Harvey) Kuntze =  Ceramium deslongchampsii var. hooperi (Harvey) W.R.Taylor.
- Apona imbricata (Kützing) Kuntze taksonomski status ovog entiteta zahtijeva daljnje istraživanje
- Apona isogona (Harvey) Kuntze = Ceramium isogonum Harvey 1855
- Apona polyceras (Kützing) Kuntze = Ceramium polyceras (Kützing) Zanardini.